# 고바야시 겐타

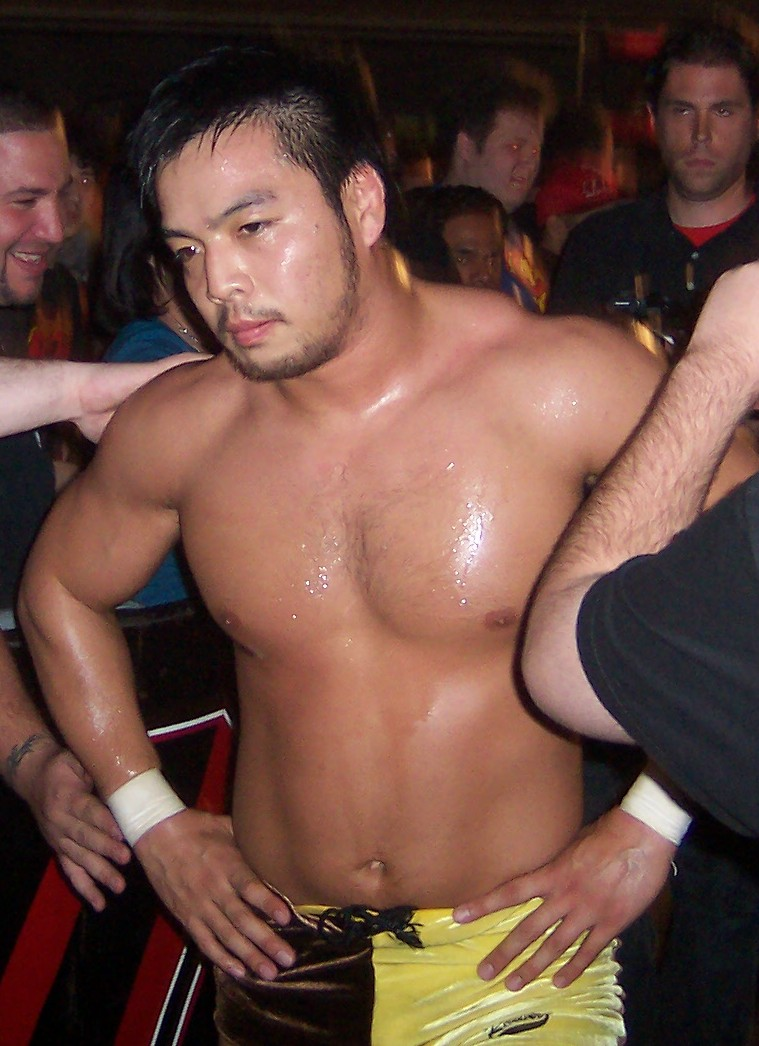
고바야시 겐타

고바야시 겐타(小林健太, 1981년 3월 12일 ~ )는 일본의 프로레슬러이다. WWE에서는 히데오 이타미(영어: Hideo Itami), 프로레슬링 노아에서는 KENTA라는 링네임을 사용한다.